# حبيش بن دلجة
حُبَيْش بْن دلجة القيني قائد أموي من أهل الشام شهد معركة صفين مع معاوية وكان أميراً على قضاعة الأردن، ثم شهد وقعة الحرة في عهد يزيد بن معاوية وكان على أهل الأردن. وجهه الخليفة الأموي مروان بن الحكم إلى المدينة لقتال عبد الله بن الزبير في سنة 65 هـ ووجه مع أخاه عبيد الله بن الحكم فحاربهم قائد جيش ابن الزبير الحنتف بن السجف التميمي في معركة الربذة وقتلهما.

## معركة الربذة ومقتله
قال البلاذري وجه مروان بن الحكم حبيش بن دلجة في جيشٍ إلى ابن الزبير، وبلغ ذلك ابن الزبير، فوجه للقائه جيشاً عليه الحنتف بن السجف التميمي، فلقيه في الربذة فقتله الحنتف وقتل من معه من أهل الشام.